# Polina Agafónova
Polina Vladislávovna Agafónova (en ruso: Полина Владисла́вовна Агафонова; Severodvinsk, Óblast de Arcángel, Rusia; 2 de abril de 1996) es una patinadora artística sobre hielo rusa retirada. Ganadora de la medalla de bronce del Campeonato Mundial Júnior de 2010 y medallista de oro del Campeonato Nacional Júnior de Rusia en 2010.

## Carrera
Debutó en el nivel júnior internacional en la temporada 2009-2010, su primer evento fue la serie del Grand Prix Júnior, en la prueba celebrada en Alemania logró la medalla de bronce y en Polonia se ubicó en el sexto lugar. Ganó la medalla de oro en el Campeonato Nacional Júnior de Rusia en 2010 con un total de 166.71 puntos y fue seleccionada para representar a su país en el Campeonato Mundial Júnior del mismo año, en el campeonato ganó la medalla de bronce con un total de 154.27 puntos. En la temporada 2010-2011 regresó a participar en la serie del Grand Prix Júnior en las pruebas de Austria y Alemania, pero no logró ninguna posición de podio. No fue enviada al campeonato mundial y participó en febrero de 2011 en el Festival Europeo de la Juventud, donde ganó una medalla de oro, consiguió el primer lugar en los programas corto y libre, logró un total de 164.06 puntos.
En la temporada 2011-2012 fue asignada a las pruebas de Letonia y Austria del Grand Prix Júnior, en ambas pruebas ganó la medalla de bronce, con 141.84 y 148.65 puntos respectivamente. Compitió en el nivel sénior de la Copa de Niza 2011, donde ganó la medalla de oro, se ubicó en primera posición en el programa corto y libre, sumó un total de 154.27 puntos. Debutó en nivel sénior nacional en el Campeonato Nacional de Rusia de 2012, donde se ubicó en el lugar 14 general, también participó en el nivel júnior del campeonato, donde logró 170.69 puntos que la ubicaron en el cuarto lugar general. Agafónova anunció su retiro del patinaje competitivo en el año 2015.

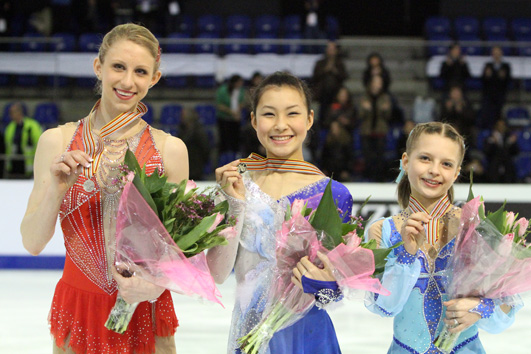
Agafónova (derecha) en el podio del Campeonato Mundial Júnior de 2010.

### Programas
| Temporada | Programa corto                 | Programa libre                              |
| --------- | ------------------------------ | ------------------------------------------- |
| 2012–2013 | - Malagueña de Ernesto Lecuona | - Danza macabra de Camille Saint-Saëns      |
| 2011–2012 | - Malagueña de Ernesto Lecuona | - The Matrix (banda sonora) de Rob Dougan   |
| 2010–2011 | - Korobéiniki de Bond          | - La condesa Maritza de Emmerich Kalmán     |
| 2009–2010 | - Danza rusa                   | - Romeo y Julieta de Piotr Ilich Chaikovski |

### Resultados detallados
| Temporada 2011–2012                     |                                          |        |                |                |           |
| Fecha                                   | Evento                                   | Nivel  | Programa corto | Programa libre | Total     |
| 5–7 de febrero de 2012                  | Campeonato Nacional Júnior de Rusia 2012 | Júnior | 3 60.59        | 4 110.10       | 4 170.69  |
| 25–29 de diciembre de 2011              | Campeonato Nacional de Rusia 2012        | Sénior | 15 50.30       | 11 97.84       | 14 148.14 |
| 26–30 de octubre de 2011                | Copa Internacional de Niza 2011          | Sénior | 1 54.60        | 1 99.67        | 1 154.27  |
| 28 de septiembre - 1 de octubre de 2011 | Grand Prix Júnior de Austria 2011        | Júnior | 1 55.97        | 3 92.68        | 3 148.65  |
| 31 de agosto – 3 de septiembre de 2011  | Grand Prix Júnior de Letonia 2011        | Júnior | 2 54.60        | 5 87.24        | 3 141.84  |
| Temporada 2010–2011                     |                                          |        |                |                |           |
| Fecha                                   | Evento                                   | Nivel  | Programa corto | Programa libre | Total     |
| 12–19 de febrero de 2011                | Festival Europeo de la Juventud 2011     | Júnior | 1 57.80        | 1 106.26       | 1 164.06  |
| 2–4 de febrero de 2011                  | Campeonato Nacional Júnior de Rusia 2011 | Júnior | 8 50.99        | 7 94.62        | 7 145.61  |
| 26–29 de diciembre de 2010              | Campeonato Nacional de Rusia 2011        | Sénior | 6 58.42        | 10 96.06       | 9 154.48  |
| 6–10 de octubre de 2010                 | Grand Prix Júnior de Alemania 2010       | Júnior | 3 47.20        | 5 88.59        | 4 135.79  |
| 15–19 de septiembre de 2010             | Grand Prix Júnior de Austria 2010        | Júnior | 3 51.50        | 12 72.74       | 7 124.24  |
| Temporada 2009–2010                     |                                          |        |                |                |           |
| Fecha                                   | Evento                                   | Nivel  | Programa corto | Programa libre | Total     |
| 8–14 de marzo de 2010                   | Campeonato Mundial Júnior de 2010        | Júnior | 3 56.28        | 4 97.99        | 3 154.27  |
| 3–6 de febrero de 2010                  | Campeonato Nacional Júnior de Rusia 2010 | Júnior | 2 58.52        | 2 108.19       | 1 166.71  |
| 23–27 de diciembre de 2009              | Campeonato Nacional de Rusia 2010        | Sénior | 13 42.87       | 8 87.30        | 10 130.17 |
| 30 de septiembre – 3 de octubre de 2009 | Grand Prix Júnior de Alemania 2009       | Júnior | 2 50.87        | 4 76.95        | 3 127.82  |
| 9–12 de septiembre de 2009              | Grand Prix Júnior de Polonia 2009        | Júnior | 4 46.70        | 2 71.99        | 6 118.69  |
| Temporada 2008–2009                     |                                          |        |                |                |           |
| Fecha                                   | Evento                                   | Nivel  | Programa corto | Programa libre | Total     |
| 28–31 de enero de 2009                  | Campeonato Nacional Júnior de Rusia 2009 | Júnior | 13             | 5              | 7 130.54  |